# Stiftskirche St. Peter und Paul (Oberdorla)

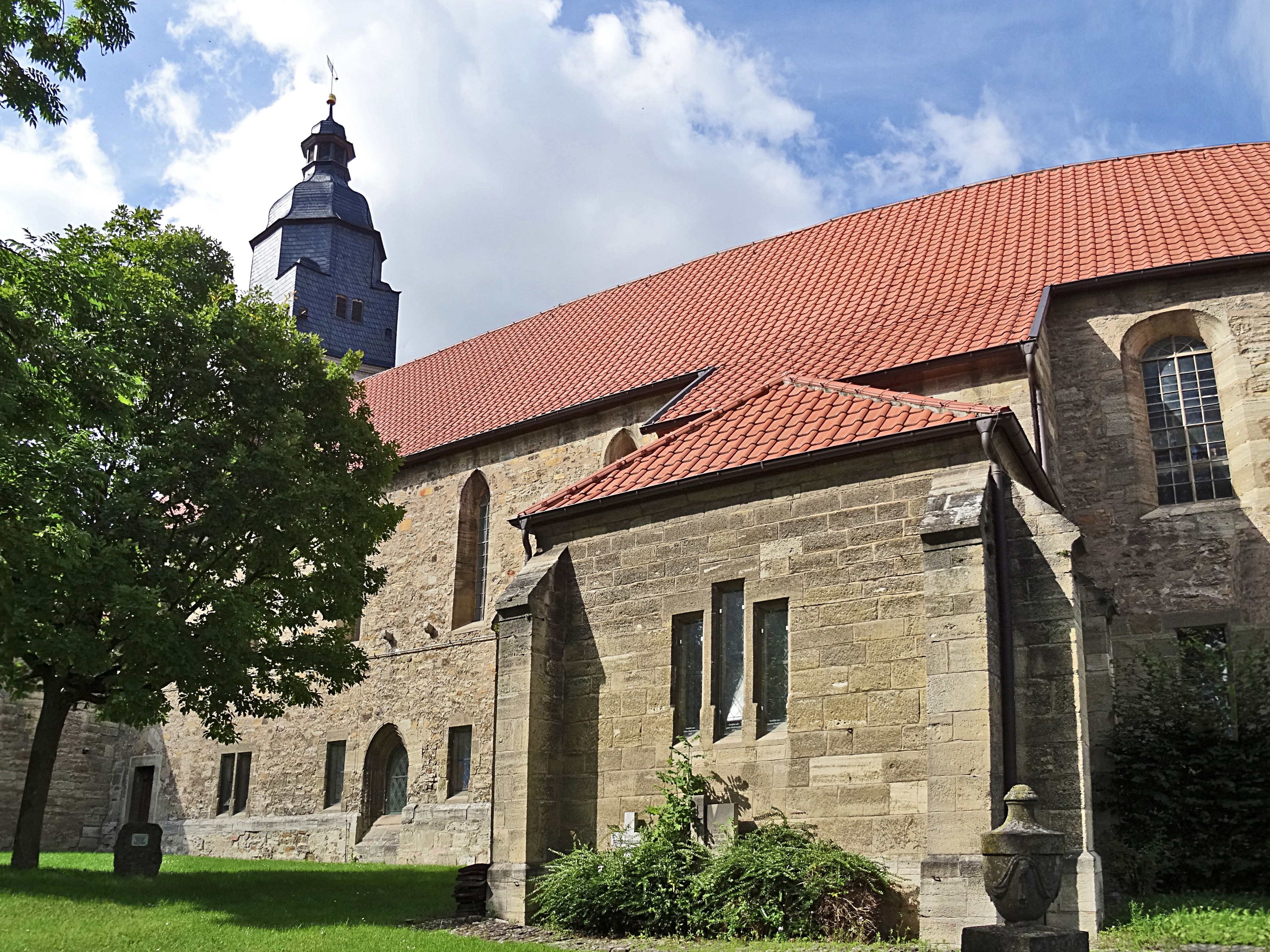
St. Peter und Paul

Die evangelisch-lutherische, denkmalgeschützte Pfarrkirche St. Peter und Paul steht in Oberdorla, das zur Vogtei Dorla gehörte. Heute ist das Dorf ein Ortsteil der Landgemeinde Vogtei im Unstrut-Hainich-Kreis von Thüringen. Bei der Kirche befand sich von 987 bis 1472 ein Kollegiatstift, das anschließend nach Langensalza verlegt wurde. Heute gehört die Peter-und-Pauls-Kirche zum Kirchenkreis Mühlhausen der Evangelischen Kirche in Mitteldeutschland.

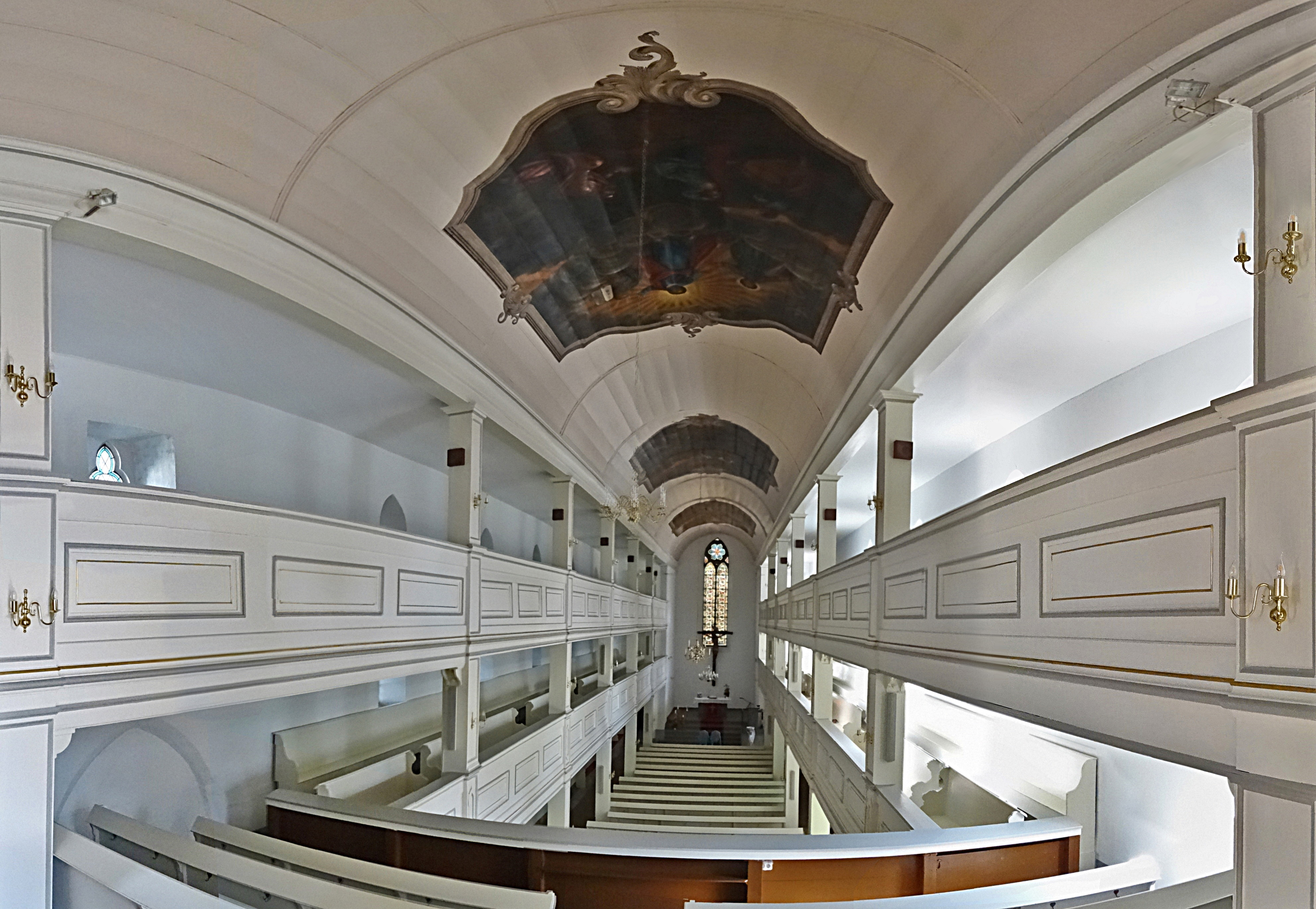
Innenansicht

## Beschreibung
Die Kirche Oberdorlas gehört zu den ältesten in ganz Thüringen. Graf Wigger I. ließ sie 987 auf dem Schenkenberg im Ortskern errichten. Die heutige Saalkirche wurde um 1275 anstelle der Vorgängerkirche von 987 neu erbaut. Sie hat einen geraden Abschluss des Chors und besteht aus Bruchsteinmauerwerk und Ecksteinen. 1660 ist die Kirche abgebrannt. Der Neubau entstand 1667–84 einschließlich des Kirchturmes im Nordwesten unter Verwendung des Mauerwerks vom Turm des Vorgängerbaus. 1734–40 wurde die Kirche nach einem Brand wiederaufgebaut. Der Turm erhielt eine geschweifte Haube und die Kirchenausstattung wurde erneuert. 1900/01 erfolgte ein Umbau. Im Südosten wurde eine Sakristei angebaut mit Verwendung des gotischen Kreuzrippengewölbes der ehemaligen Sakristei. Im Kirchenschiff wurden an drei Seiten Emporen eingebaut, im Norden und Süden sind sie zweigeschossig. Bei der Renovierung in den 1960er Jahren wurde der Chorraum stark verändert. Im Norden befindet sich ein gotisches Portal aus dem 14. Jahrhundert mit Säulen mit verzierten Kapitellen. Es wird flankiert von Statuen der Apostel Petrus und Paulus.

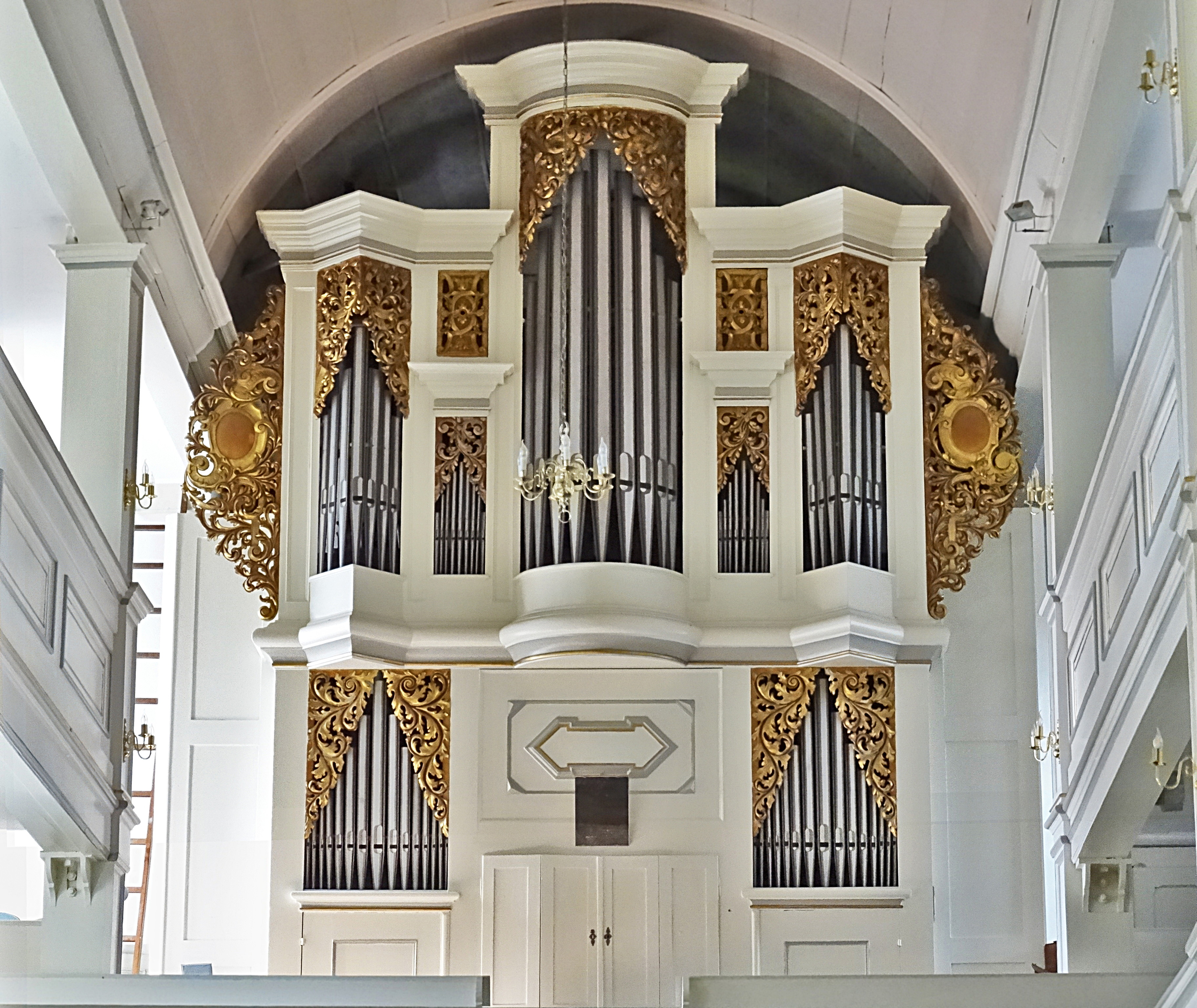
Die Orgel

Der Innenraum zwischen den Emporen ist mit einem hölzernen Tonnengewölbe überspannt, auf dem Szenen der Himmelfahrt und Auferstehung Jesu Christi sowie der Trinität gemalt sind, geschaffen um 1740. Das Erdgeschoss des Turms ist tonnengewölbt. Das Taufbecken aus Alabaster entstand um 1900. Im Südwesten stehen barocke Schnitzfiguren der Apostel Petrus und Paulus, Christus mit Siegesfahne sowie ein von Putten getragener Taufstein mit einem Pelikan auf dem Deckel. Die Glasmalerei im Osten ist um 1900 entstanden. An der Nordseite der Kirche befindet sich ein gotisches Sühnekreuz. Die Orgel mit 20 Registern, verteilt auf 2 Manuale und Pedal, wurde 1735 von Johann Christoph Bärwald gebaut.

## Kollegiatstift
Das Kollegiatstift St. Peter  wurde Ende des 10. Jahrhunderts gegründet. An der Spitze des Stiftes stand ein Propst, der das Stift leitete und die Güter verwaltete. Hier weilten im Laufe der Jahrhunderte mehrfach Könige und Bischöfe und stellten Urkunden aus. Ob eine Schule zum Stift gehörte, ist nicht bekannt. Das Stift bestand bis 1472 und wurde 1487 nach Langensalza verlegt.
Folgende Pröpste sind bekannt:
- Richard (1123 bis 1130 mehrfach als Zeuge genannt)
- Burchard (1168)
- Friedrich (1171)
- Volquis (1221)
- Simon (1250)
- Emerich (1274)
- Eberhard von Stein (1289, 1297)
- Conrad von Worbis (1348, 1352)[6]
- Johannes Orth von Aldendorf (1375)

## Archidiakonat
Das Archidiakonat Dorla wurde vermutlich nach der Gründung des Stiftes gegründet. Die Pröpste des Stiftes waren im Allgemeinen auch Archidiakone des jeweiligen Archidiakonats, er hatte somit auch Aufgaben in der Rechtsprechung und Verwaltung im größeren Archidiakonatsbezirk. Das Archidiakonat dehnte sich aus vom Ringgau im Westen bis zur Unstrut im Osten und der Nesse im Süden. Der Sitz oder Sedes der einzelnen Erzpriester waren unter anderem Behringen, Creuzburg, Dorla, Falken, Heringen, Mihla und Röhrda. 1303 durfte das Dorf Langula dem Dekan des Stiftes einen Priester vorschlagen, der dann durch den Archidiakon eingeführt werden sollte.